# Aleucosia atherix
Aleucosia atherix är en tvåvingeart som först beskrevs av Newman 1841.  Aleucosia atherix ingår i släktet Aleucosia och familjen svävflugor. Inga underarter finns listade i Catalogue of Life.